# Abdelhak Nouri
Abdelhak „Appie“ Nouri (* 2. dubna 1997) je bývalý nizozemský fotbalista, který hrál jako útočící záložník, ale i jako křídlo.
Nouri je odchovancem Ajaxu, za který hrál dva roky, stejně jako za klubový B-tým. Na mládežnických úrovních hrál za reprezentaci.
V červenci 2017, ve věku 20 let, během předsezónního přátelského zápasu zkolaboval a utrpěl záchvat srdeční arytmie, který mu způsobil vážné a trvalé poškození mozku, následně již nemohl pokračovat ve své kariéře.